# Saison 7 d'Un village français
Chronologie
Saison 6
Cet article présente le guide des épisodes de la septième et ultime saison de la série télévisée Un village français.

## Épisode 1:Derrière le mur
- Numéros : 61 (7-01)

- Réalisation : Jean-Philippe Amar

- Diffusion(s) : 
  -  France : 25 octobre 2016 sur France 3
- Audience(s) : 2,6 millions (10,6 %)
- Résumé : Automne 1945. Place à l'après-guerre, à la présence des Américains, à la paix mais aussi aux procès et aux règlements de comptes. Le procès aux assises de Daniel Larcher et du sous-préfet Servier débute, le procureur accable Daniel avec le billet de libération dans lequel Müller l'a déclaré agent de renseignement de la police allemande. Citée comme témoin, Hortense est obligée de reconnaître l'authenticité du document, mais déclare qu'il est fictif et que son amant Müller l'a fait à sa demande, pour sauver Daniel de l'exécution. Chez elle, Hortense est persuadée d'entendre les voisins parler d'elle et semble glisser vers la folie.

Bériot doit laisser son fauteuil de maire après l'invalidation des élections municipales. Aux prochaines élections en Décembre, le communiste Edmond s'oppose à Bériot. Démobilisé, Antoine retrouve Geneviève à la ferme de la grand-mère, mais ne trouve pas d'emploi à Villeneuve et finit avec Anselme, épave alcoolique. La filière de marché noir de Jérôme Michelet, Aristide et Gustave ayant été démasquée par la police, Gustave décide de passer à l'extorsion auprès des entreprises. Sa première tentative à la scierie Schwarz se solde par son arrestation par Raymond.

## Épisode 2:Le Carnet
- Numéros : 62 (7-02)
- Réalisation : Jean-Philippe Amar
- Diffusion(s) : 
  -  France : 25 octobre 2016 sur France 3
- Audience(s) : 2,6 millions (10,6 %)
- Résumé : Jeannine affronte le comité d'épuration de Villeneuve dont Bériot, Raymond et Edmond font partie. Elle s'en tire avec un simple blâme, pour lui permettre de continuer l'activité de son entreprise avec les Américains. Suzanne tente, avec l'aide de Loriot qui l'a fait sortir de cellule, de remettre Gustave dans le droit chemin en lui transmettant les valeurs et le carnet personnel de son père, Marcel. Bériot est la cible de lettres anonymes largement diffusées, qui dénoncent la liaison de son épouse Lucienne avec un Allemand, et compromettent son élection. Sur ce soupçon, le rectorat l'oblige à retirer Lucienne de l'enseignement scolaire.

Au procès Servier-Larcher, le témoignage d'Heinrich Müller, « libéré » temporairement par les Américains, disculpe Daniel Larcher, mais grâce à un autre témoignage, le procureur désigne Servier comme auteur en 1941 de la liste de dix otages à fusiller. Hortense cherche à revoir Müller, qui lui révèle être devenu agent de l'OSS américain et s'être marié à la fille du responsable de l'OSS en Allemagne. Il lui signifie la fin définitive de leur relation.

## Épisode 3:Rue Marcel Larcher
- Numéros : 63 (7-03)
- Réalisation : Jean-Philippe Amar
- Diffusion(s) : 2,7 millions (10,2 %) 
  -  France : 1er novembre 2016 sur France 3
- Audience(s) :
- Résumé : Hiver 1945. Au procès Servier-Larcher, Servier assume seul la rédaction en 1941 de la liste d'otages à fusiller, conscient que cela va lui valoir la peine capitale, malgré les scrupules de Daniel Larcher qui fut associé à cette rédaction et l'insistance de son épouse. Bériot, affaibli par la campagne de lettres anonymes, est forcé par son propre parti de renoncer à sa candidature à la mairie, au profit de Raymond Schwarz, susceptible comme patron, ancien collabo puis ancien résistant, de rassembler contre le candidat communiste et que Jeannine se charge de convaincre. Furieux, Bériot fait payer à Lucienne son manque d'amour en lui interdisant d'enseigner et en limitant leurs relations à un minimum de façade. Gustave a rejoint son complice, qui lui impose de tuer l'Américain qui a trahi leur organisation de marché noir. La jeune Léonore s'est éprise de Gustave et veut l'accompagner, inconsciente du danger qu'il représente. Les communistes veulent nommer une rue Marcel Larcher, leur héros.

## Épisode 4:Les 4 du maquis
- Numéros : 64 (7-04)
- Réalisation : Jean-Philippe Amar
- Diffusion(s) : 2,7 millions (10,2 %) 
  -  France : 1er novembre 2016 sur France 3
- Audience(s) :
- Résumé : Gustave est en planque après avoir abattu l'Américain Tom, mais il est à son tour menacé par Aristide. Au procès Servier-Larcher, Daniel Larcher confesse avoir participé à la finalisation de la liste de Servier, avec répugnance et plaider avoir aidé ou soigné autant qu'il le pouvait. Le procès est ajourné, et le procureur fait incarcérer Daniel. Il demande à Hortense d'obtenir le témoignage à décharge de Marchetti. Raymond, cornaqué par Jeannine, a accepté d'être le candidat gaulliste à la mairie de Villeneuve. Il doit convaincre Antoine d'organiser une cérémonie en mémoire des quatre maquisards qui se sont sacrifiés pour tous les autres lors de la fuite du maquis d'Antoine...

## Épisode 5:Les Devoirs de mémoire
- Numéros : 65 (7-05)
- Réalisation : Jean-Philippe Amar
- Diffusion(s) : 
  -  France : 8 novembre 2016 sur France 3
- Audience(s) : 2,59 millions (10,3 %)
- Résumé : Marchetti, en attente de son exécution, a accepté de témoigner en faveur de Daniel, obtenant en échange une entrevue avec  Rita et leur fils David. De son côté, Loriot fait tout pour protéger Gustave et Léonore, quitte à mettre sa carrière en danger. Suzanne décide d'envoyer Gustave et Léonore dans un camp de jeunes, organisé en forêt par le parti communiste, ce qui les mettra à l'abri des recherches.

Frustrées dans leurs amours impossibles, Hortense sombre dans une crise de folie et Lucienne s'enfonce dans la dépression, malgré puis à cause de son confesseur.
Hector Lanzac, le préfet de Kervern, Raymond Schwarz et Antoine participent à la cérémonie aux « quatre du maquis » qui se tient à l'emplacement de l'ancien camp des réfractaires au STO.

## Épisode 6:Au bout du tunnel
- Numéros : 66 (7-06)
- Réalisation : Jean-Philippe Amar
- Diffusion(s) : 
  -  France : 8 novembre 2016 sur France 3
- Audience(s) : 2,59 millions (10,3 %)
- Résumé : L'heure est aux commémorations chez les communistes comme chez les gaullistes. Alors qu'Antoine révèle avec tristesse la fin réelle des quatre du maquis et que Raymond, peu convaincu, se présente officiellement comme candidat à la mairie, le meeting des communistes célèbre dans l'enthousiasme la mémoire de Marcel Larcher, ce qui impressionne les nouveaux militants Gustave et Léonore.

Au procès, c'est l'heure du verdict : l'ex-préfet Servier est condamné à mort et Daniel Larcher à l'indignité nationale, avec toutefois l'autorisation d'exercer la médecine. Quant à Jean Marchetti, il se suicide en prison avec le poison apporté par Rita.

## Épisode 7:Prisonniers de guerre
- Numéros : 67 (7-07)
- Réalisation : Jean-Philippe Amar
- Diffusion(s) : 
  -  France : 16 novembre 2017 sur France 3
  -  Belgique : 13 novembre 2017 sur La Trois
- Audience(s) : 2,34 millions (10,5 %)
- Résumé : Décembre 1945. Daniel et Hortense se disputent en attendant la visite de Tequiero. Scierie Schwarz : pour augmenter la productivité imposée par le contremaître Hubert Grosjean,  les dispositions de sécurité ne sont plus appliquées. Un accident de travail sanglant met le feu aux poudres.

1975 : 30 ans plus tard, Tequiero devenu un jeune chirurgien, vient voir Daniel : il lui reproche d'être responsable de la déportation des Juifs de l'école en juillet 1942.
2003 : Lucienne est présentée à des scolaires comme la dernière résistante de Villeneuve. Avec sa fille Françoise, elle visite la tombe de Kurt, sans rien révéler à sa fille.

## Épisode 8:Sur la grève
- Numéro(s) : 68 (7-08)
- Réalisation : Jean-Philippe Amar
- Diffusion(s) : 
  -  France : 16 novembre 2017 sur France 3
  -  Belgique : 13 novembre 2017 sur La Trois
- Audience(s) : 2,34 millions (10,5 %)
- Résumé : année 2000 : Antoine constate l'incapacité informatique de la Sécurité Sociale à prendre en charge des soins pour son épouse Geneviève atteinte d'Alzheimer et ayant égaré sa carte Vitale.

1945, scierie Schwarz, après l'accident sanglant, Anselme et Suzanne lancent la grève, que le communiste Edmond condamne au nom de la ligne du parti, mais décide d'appuyer en sous-main faute de pouvoir l'arrêter. Jeannine refuse toute négociation et menace d'employer la force armée. Lucienne apprend par un article de journal que Bériot aurait tué un Allemand pendant la guerre, et cherche à en savoir plus.
En 1953, Raymond a refait sa vie avec son employée Amélie. Il est interpelé pour le meurtre de Caberni en 1942.
En 1975, Daniel et Hortense reviennent pour la première fois à Villeneuve.

## Épisode 9:Un petit coup de rouge
- Numéro(s) : 69 (7-09)
- Réalisation : Jean-Philippe Amar
- Diffusion(s) : 
  -  France : 23 novembre 2017 sur France 3
  -  Belgique : 20 novembre 2017 sur La Trois
- Audience(s) : 2,2 millions (8,9 %)
- Résumé : Henrich Müller est conseiller de la CIA au Paraguay en méthodes d'interrogatoire et de torture.

En 1945, le conflit se durcit à la scierie, occupée par les grévistes. Antoine démissionne après avoir donné à Raymond Schwarz la liste des revendications d'Anselme. Le préfet de Kervern fait intervenir les compagnies de CRS. Après un nouveau délire d'Hortense, Daniel la montre à un confrère psychiatre qui conseille de l'interner. Hortense connaît l'enfermement en salle commune et les électrochocs.
En 1953, Raymond est toujours emprisonné pour le meurtre de Caberni en 1942.
En 1975, pour l'exposition de tableaux à Villeneuve organisée par Françoise Bériot, Hortense insiste pour exposer sa dernière œuvre, le portrait d'Henrich Mûller en costume de SS.

## Épisode 10:28-10-01
- Numéro(s) : 70 (7-10)
- Réalisation : Jean-Philippe Amar
- Diffusion(s) : 
  -  France : 23 novembre 2017 sur France 3
  -  Belgique : 20 novembre 2017 sur La Trois
- Audience(s) : 2,2 millions (8,9 %)
- Résumé : Alors qu'en 1945 Hortense est internée dans des conditions épouvantables, en 1975 son exposition à Villeneuve est compromise à cause d'un portrait d'Heinrich. Pendant ce temps, en 1945, Gustave est recherché pour meurtre. 30 ans plus tard, il prend un verre avec Daniel et Tequiero ; ensemble, ils questionnent le passé et le présent.

## Épisode 11:Le vernissage
- Numéro(s) : 71 (7-11)
- Réalisation : Jean-Philippe Amar
- Diffusion(s) :  
  -  France : 30 novembre 2017 sur France 3
  -  Belgique : 27 novembre 2017 sur La Trois
- Audience(s) : 2,26 millions (9,1 %)
- Résumé : Après de rudes négociations, Raymond parvient à mettre un terme à la grève dans la scierie en 1945. En 1975, Hortense est vivement contrariée, son passé sulfureux lui est rappelé par des militants juifs lors du vernissage de son exposition.

## Épisode 12:L'embarquement
- Numéro(s) : 72 (7-12)
- Réalisation : Jean-Philippe Amar
- Diffusion(s) : 
  -  France : 30 novembre 2017 sur France 3
  -  Belgique : 27 novembre 2017 sur La Trois
- Audience(s) : 2,26 millions (9,1 %)
- Résumé : En 1945, Daniel découvre la famine qui règne dans les hôpitaux psychiatriques depuis 1940, et décide d'en faire sortir Hortense, épuisée et meurtrie. Tous deux vont renouer un lien indéfectible jusqu'à la fin de leurs jours. En 2003, Lucienne et Bériot se disent adieu pour la dernière fois...